# Bato de la Tribu del Agua
Bato de la Tribu del Agua es el decimoquinto episodio de la primera temporada de la serie animada de televisión Avatar: la leyenda de Aang.

## Sinopsis
Sokka, Aang y Katara encuentran una flota de barcos aparentemente abandonada de La Tribu Agua. Mientras acampan en el bote, se les une Bato, un viejo amigo de Katara y el padre de Sokka, Hakoda, y miembro de la Tribu del Sur. 
Mientras recuerdan los viejos tiempos, Aang se siente excluido y teme que lo abandonen. Por eso, cuando un mensajero llega con un mensaje de Hakoda, lo intercepta y se lo guarda. Aunque más tarde revela su contenido, Sokka se pone furioso e insiste en ir a buscar a su padre. 
Mientras tanto, Zuko encuentra a un cazarrecompensas, June, para ayudarlo a localizar al Avatar, utilizando un gran reptil con un poderoso sentido del olfato. Esto lleva a una escaramuza, con Katara y Sokka regresando para salvar a Aang y reanudando su viaje colectivo al Polo Norte.

## Recepción y crítica
Bato de la Tribu del Agua causó cierta polémica online. A su vez, es uno de los capítulos peor evaluados de toda la serie. Entre los elementos destacados por los críticos se encuentran sus diálogos, las debilidades del protgonista y la calidad sus peleas.